# Chariot (jogo eletrônico)
Chariot é um jogo de plataformas para a PlayStation 4, PlayStation 3, Xbox One, Wii U, e Microsoft Windows desenvolvido e publicado pela Frima Studio, com a participação do Canada Media Fund. Foi lançado a 30 de setembro de 2014, e foi lançado na Xbox no dia seguinte, como parte do programa Games with Gold da Xbox Live. Um port intitulado Super Chariot foi lançado na Nintendo Switch a 10 de maio de 2018, e inclui a DLC Royal Gadgets Pack .
Chariot difere da maioria dos jogos de plataforma tradicionais, pois o objetivo é arrastar um objeto, uma carruagem (no inglês, chariot), para o final de cada nível. Para fazer isso, os jogadores têm que usar mecânicas baseadas em física, tais como empurrar e puxar, o que adiciona elementos de puzzles para o jogo.

## Enredo
Chariot é uma crônica de uma princesa em busca de cumprir o desejo final de seu pai recém falecido e enterrá-lo em paz. Como se espera da realeza, o seu último pedido é que ele seja enterrado com o máximo de riqueza possível.

## Jogabilidade
Todo o jogo pode ser jogado sozinho ou com um parceiro em modo cooperativo local. O corpo do rei está em um caixão com quatro rodas anexadas. O personagem do jogador pode empurrar a carruagem para cima e para baixo em pequenos morros ou prender uma corda para puxá-lo. A corda pode ser esticada ou recolhida para manobrar da forma mais adequada a carruagem por todo o ambiente. Tudo se comporta como deveria, com uma física real desempenhando um grande papel na forma como as coisas se movem.

## Recepção
No agregador de resenhas Metacritic, Chariot teve uma média de 76/100 no PlayStation 4, Wii U e PC e 73/100 no Xbox One. Alcançou uma nota 8.5 do Destructoid.